# Syd Owen
Sydney William „Syd“ Owen (* 29. September 1922 in Birmingham; † 27. August 1998 in Leeds) war ein englischer Fußballspieler und -trainer. Als Mittelläufer war er in den 1950er-Jahren langjähriger Spieler und Kapitän von Luton Town. Dazu absolvierte er drei Länderspiele für die englische Nationalmannschaft, darunter eine Partie bei der Weltmeisterschaft 1954 in der Schweiz.

## Sportlicher Werdegang
Owen begann seine fußballerische Laufbahn in der Heimat bei Birmingham City. Dort kam er jedoch unmittelbar nach der kriegsbedingten Pause nur selten zum Einsatz, was in besonderem Maße an Ted Duckhouse lag, der auf Owens bevorzugter Defensivposition beständig gute Leistungen zeigte. Er wechselte daraufhin im Juni 1947 zum Zweitligakonkurrenten Luton Town.
Bei den „Hatters“ debütierte Owen bei einem 3:0-Auswärtssieg gegen den FC Brentford; Hugh Billington gelang dabei ein Hattrick. In den folgenden Jahren wurde Owen auf der Position des Mittelläufers zum Schlüsselspieler von Trainer Dally Duncan, der um seinen Kapitän eine neue Mannschaft aufbaute. Mittelfristig entwickelte sich das derart zusammengestellte Team zu einem Aufstiegsaspiranten und in der Saison 1954/55 gelang der Gewinn der Zweitligavizemeisterschaft (hinter dem Ex-Klub aus Birmingham) und der damit verbundene Aufstieg in die höchste englische Spielklasse. Zu diesem Zeitpunkt hatte sich Owen in den Fokus der englischen A-Nationalmannschaft gespielt und dort im fortgeschrittenen Fußballalter von 31 Jahren seine ersten und einzigen drei Länderspiele absolviert. Dabei war er Teil des englischen Kaders anlässlich der Weltmeisterschaft 1954 in der Schweiz und beim 4:4 im Vorrundenspiel gegen Belgien stand er in der Startelf. Neben den Auftritten für die Nationalmannschaft war er in weiteren Auswahlteams des englischen Fußballverbands (FA) vertreten und bei Reisen nach Südafrika, Australien und zu den Westindischen Inseln führte er die jeweiligen Teams als Kapitän an.
Nach dem Aufstieg 1955 rückte Owen in den Trainerstab auf und folgte Tim Kelly als Kotrainer nach. Parallel ging er bis 1959 weiter seiner Spielerkarriere nach. Dabei endete die letzte Saison 1958/59 mit einem großen Erfolg, als Owen mit Luton das Endspiel im FA Cup erreichte, das jedoch mit 1:2 gegen Nottingham Forest verloren ging. In Anerkennung seiner sportlichen Leistungen ernannten ihn die englischen Sportjournalisten zudem zu Englands Fußballer des Jahres. Nach insgesamt 413 Pflichtspieleinsätzen übernahm Owen in der Saison 1959/60 das Amt des Cheftrainers. Seine Phase als sportlich Hauptverantwortlicher stand jedoch unter keinem guten Stern und nicht selten entstanden Missstimmungen mit der Vereinsleitung in Bezug auf die Spielerverpflichtungen. Nach dem Abstieg 1960 endete Owens langjährige Zusammenarbeit mit Luton Town und er verließ den Klub in Richtung Leeds United.
In Leeds begann er eine erfolgreiche Zusammenarbeit mit Don Revie. Unter Revie entwickelte sich Leeds als vormaliger Zweitligist zu einem englischen Spitzenklub, der direkt nach dem Aufstieg die Vizemeisterschaft (1965) und später zwei Ligatitel (1969, 1974) errang. Im Jahr 1978 verpflichtete ihn Manchester United als neuen Jugendtrainer. Später engagierte sich Owen für die „Red Devils“ als Scout, bevor er sich 1982 in den Ruhestand verabschiedete.

## Titel/Auszeichnungen
- Englands Fußballer des Jahres (1): 1959